# مضيض (القبيطة)

تعديل مصدري - تعديل

مضيض هي إحدى قرى عزلة كرش بمديرية القبيطة التابعة لمحافظة لحج، بلغ تعداد سكانها 42 نسمة حسب تعداد اليمن لعام 2004.